# 白石義郎
白石 義郎（しらいし よしろう / しろいし よしお、1861年9月26日（文久元年8月22日） - 1915年（大正4年）12月17日）は、日本の政治家、新聞経営者。福島県東白川郡常豊村長、福島県会議員、衆議院議員、北海道釧路支庁長、北海道釧路郡釧路町長（現釧路市）、釧路新聞社長、小樽日報社長、釧路興業社長、釧路電気社長などを歴任。

## 経歴
陸奥国白川郡（後の福島県東白川郡笹原村、現:塙町）で、白石源吉の二男として生まれる。
1879年（明治12年）東京に遊学し海江田信義の書生となり、桜蔭義塾、仏蘭西法律学校で学ぶ。
星亨や桜井静らと自由民権運動に加わり、投獄され、1887年（明治20年）に東京追放となり帰郷した。1888年（明治21年）大同団結運動で東北地方を遊説した。
1893年（明治26年）常豊村長に就任。その後、福島県会議員、同常置委員、自由党福島支部常任幹事、福島民報社理事、福島県勧業諮問会委員、同県農工銀行設立委員などを歴任。
1898年（明治31年）3月、第5回衆議院議員総選挙で福島県第3区から出馬し当選。
第1次大隈内閣で北海道庁長官に就任した杉田定一の要請を受けて釧路支庁長に就任。釧路支庁長を辞した後、愛国生命保険に入社し北海道開発に尽力することを決意する。
1900年（明治33年）初代釧路町長（現：釧路市）に就任。1902年（明治35年）（第二次）釧路新聞社を設立し社長に就任。以後、釧路外五郡農会長、北海道会議員、大連居留民会常任幹事などを務めた。
1907年（明治40年）山県勇三郎、中村定三郎兄弟の支援を受けて『小樽日報』を創刊したが半年後に廃刊した。同紙初期には石川啄木と野口雨情が記者を務め、石川啄木を釧路新聞に移籍させ編集長に任じた。
また、釧路興業 (株) 社長、釧路電気 (株) 社長などを務めた。
1908年（明治41年）5月、第10回総選挙で北海道庁根室外三支庁管内から出馬して当選し立憲政友会に所属。衆議院議員を通算2期務めた。町長時代から釧路港建設と道東地域の鉄道建設に邁進し、衆議院議員として甥・白石禎美とともに故郷の鉄道建設（水郡線として結実）に奔走した。